# Shinpotō
Le Shinpotō (Parti Progressiste)  (進歩党, Shimpotō) était un éphémère parti politique japonais de l'ère Meiji.
Le Shinpotō a été fondé par Shigenobu Okuma en mars 1896 par la fusion du Rikken Kaishintō avec d'autres petits partis politiques pour compenser une alliance temporaire entre les rivaux d'Okuma, Hirobumi Itō et le Jiyūtō.
En juin 1898, le Shinpotō a fusionné avec le Jiyutō pour former le Kenseitō.